# Gondosuli (Bulu)
Gondosuli is een bestuurslaag in het regentschap Temanggung van de provincie Midden-Java, Indonesië. Gondosuli telt 4111 inwoners (volkstelling 2010).